# Silent Cries and Mighty Echoes
Silent Cries and Mighty Echoes ist das siebte Studioalbum der deutschen Progressive-Rock- und Artrock-Band Eloy. Es erschien 1979 bei dem Label Electrola.

## Musikstil
Das Album setzt musikalische Richtung des vorherigen Studioalbums Ocean mit relativ langen Stücken fort, jedoch ist es im Vergleich zu Ocean weniger kohärent.

## Entstehungsgeschichte
Nach der erfolgreichen Promotiontour zum Album Ocean und der anschließenden Veröffentlichung des Livealbums kam es zu einigen Spannungen unter den Bandmitgliedern. Um dem entgegenzuwirken, mietete die Band ein Haus in der Normandie, um das nächste Album zu komponieren, und richtete dort im Hauptraum einen Proberaum ein. Die beruhigte Atmosphäre ermöglichte der Band, qualitativ hochwertiges Material für dieses Album vorzubereiten, obwohl die Spannungen weiter schwelten, insbesondere zwischen Frank Bornemann und Jürgen Rosenthal. Rosenthal schrieb weiterhin Texte im Stil des vorherigen Albums, während Bornemann eher eine musikalische Richtung einschlagen wollte.
Die Band war bereit für die Aufnahmen und reiste nach Köln in die Sound N' Studios des Tontechnikers Georgi Nedeltschev. Die Aufnahmen fanden im November und Dezember 1978 statt und dauerten etwas länger als geplant, so dass das Album in den EMI-Studios in Köln zusammen mit Wolfgang Thierbach abgemischt werden musste.
Das Album wurde im Januar 1979 veröffentlicht, und im März ging die Band auf große Tournee durch die größten Hallen Deutschlands, was die Bandmitglieder nicht besonders erfreute, da sie der Meinung waren, dass mehr Nähe zum Publikum nötig sei1. In Köln trat die Band zusammen mit den Scorpions auf, die sich zu dieser Zeit in einer schwierigen Situation befanden, da ihr Leadgitarrist Michael Schenker die Band verlassen hatte und Matthias Jabs gerade wieder eingestellt worden war. Die Europatournee führte auch durch Frankreich mit Konzerten in Paris, Straßburg und im Palais des Fêtes in Mulhouse. Bei den französischen Konzerten wurde der Gitarrist Hannes Arkona vorübergehend in die Band integriert, bevor er ab 1980 zum festen Bandmitglied wurde. Kurz nach den Konzerten in Frankreich informierten Rosenthal und Schmidtchen die beiden anderen Bandmitglieder über ihren endgültigen Ausstieg.
Es ist das Letzte Album Eloys mit der Besetzung Frank Bornemann, Detlev Schmidtchen, Klaus-Peter Matziol und Jürgen Rosenthal.

## Besetzung
- Frank Bornemann: Gesang, Begleitgesang, E-Gitarre, Gitarre
- Detlev Schmidtchen: Hammondorgel, Begleitgesang, mini Moog, Synthesizer, Solina String-Ensemble, Keyboard, Klavier
- Klaus-Peter Matziol: Bassgitarre, Begleitgesang, Synthesizer
- Jürgen Rosenthal: Schlagzeug, Rototom, Beecken, Gong, Perkussion, Flöte
- Brigitte Witt: Gesang auf Vision – Burn

### Technik
- Produktion: Frank Bornemann, Eloy
- Tontechnik: Georgi Nedeitschev, Günter Kaspar, Wolfgang Thierbach

## Titelliste
Alle Titel wurden von Eloy und Jürgen Rosenthal geschrieben.

### Seite A
1. a) Astral Entrance – 3:03
 b) Master of Sensation – 6:00
2. The Apocalypse – 14:54
 a) Silent Cries Divide the Nights
 b) The Vision – Burning
 c) Force Majeure

### Seite B
1. Pilot to Paradise – 7:01
2. De Labore Solis – 5:12
3. Mighty Echoes – 7:16

### Remastered Edition Bonustrack (2000)
1. Child Migration – 4:05
2. Let the Sun Rise in my Brain – 3:29

## Veröffentlichungen und Charterfolge
Das Album platzierte sich 14 Wochen in den deutschen Albumcharts, wo es am 26. Februar 1979 mit Platz 17 die höchstes Platzierung eines Eloy-Albums erreichte. Darüber hinaus erreichte das Album Rang 18 in Norwegen.
| ChartsChartplatzierungen | Höchstplatzierung | Wochen |
| ------------------------ | ----------------- | ------ |
| Deutschland (GfK)        | 17 (14 Wo.)       | 14     |